# Ochotona forresti
Ochotona forresti або пискуха Форреста — вид зайцеподібних гризунів родини Пискухові (Ochotonidae). Отримала назву на честь британського мандрівника Джорджа Форреста.

## Опис
Це середнього розміру пискуха. Довжина її тіла становить від 15 до 19 см, вага від 85 до 150 г. Довжина задніх лап становить від 22 до 34 мм. Забарвлення шерсті дуже варіативне: від меланістичного до світлого. Зазвичай колір шерсті темно- або світло-червоно-коричневий. Зимою колір шерсті стає темно-сіро-коричневим. Живіт світліший за тіло. За вухами є темна смуга. Вуха маленькі, округлої форми, довжиною від 17 до 25 мм. Вони мають світлий край.

## Поширення
Ареал пискухи Форреста простягається від північного заходу китайської провінції Юньнань і південно-східного Тибету до північної М'янми.
Пискуха Форреста мешкає на гірських схилах, порослих лісом і чагарником, на висоті від 2600 до 4400 м над рівнем моря. 

## Збереження
МСОП вважає цей вид таким, що не потребує особливого збереження, через його чисельність і великий ареал.